# 블랜치 프리더리시

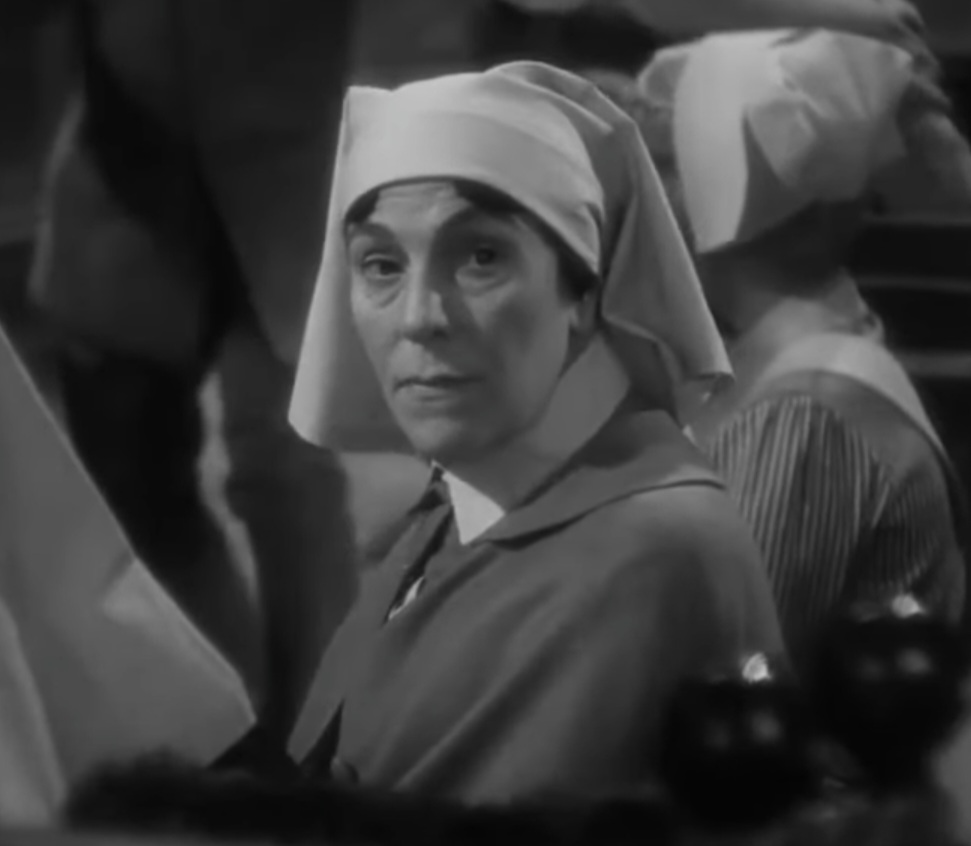

블랜치 프리더리시(Blanche Friderici, 1878년 1월 21일 ~ 1933년 12월 23일)는 미국의 배우, 연극 배우, 영화배우이다.
브루클린에서 태어났으며 비세일리아에서 사망하였다. 사인은 심근 경색이다.

## 영화
- 플라잉 다운 투 리오 (1933년)
- 맨 오브 더 포레스트 (1933년)
- 썬더링 허드 (1933년)
- 홀드 유어 맨 (1933년)
- 쓰리 온 어 매치 (1932년) - 미스 블레이저 역
- 러브 미 투나잇 (1932년)
- 마타 하리 (1932년)
- 무기여 잘 있거라 (1932년)
- 넘버드 멘 (1930년)
- 원더 오브 위민 (1929년)
- 트레스퍼서 (1929년)
- 새디 톰슨 (1928년)